# 1985 TZ3
1985 TZ3 är en asteroid i huvudbältet som upptäcktes den 11 oktober 1985 av den amerikanske astronomerna Steven L. Gaiser och Jonathan P. Leech vid Palomar-observatoriet.
Asteroiden har en diameter på ungefär 4 kilometer och den tillhör asteroidgruppen Levin.